# Dinara Aliyeva
Dinara Fuad gizi Aliyeva (en azerí: Dinarə Fuad qızı Əliyeva; Bakú, 17 de diciembre de 1980) es un cantante de ópera de Azerbaiyán y solista del Teatro Bolshói desde 2010.

## Biografía
Dinara Aliyeva nació el 17 de diciembre de 1980 en Bakú.
En 1998 se graduó de la escuela de música en Bakú. En 2004 se graduó de la Academia de Música de Bakú.
Entre 2002 y 2005 fue solista del Teatro de Ópera y Ballet Académico Estatal de Azerbaiyán.
Dinara Aliyeva es solista del Teatro Bolshói desde 2010. Su repertorio incluía Eltrovador, La bohème, La traviata, Pagliacci, El murciélago, La novia del zar, Carmen, Iolanta, Don Carlos, Un baile de máscaras, Rusalka.

## Premios y títulos
- 2005 - III premio en el Concurso Internacional de Bul-Bul (Bakú)
- 2007 - II Premio en el Concurso Internacional de Cantantes de Ópera de Maria Callas (Grecia)
- 2007 - II Premio en el Concurso Internacional para las Jóvenes Cantantes de Ópera de Yelena Obraztsova (San Petersburgo)
- 2007 - Diploma especial "Por el debut triunfal" del Festival "Encuentros de Navidad en el norte de Palmira"
- 2010 - II Premio en el Concurso Internacional de Francisco Viñas (Barcelona)
- 2010 - III Premio en el Concurso Internacional Operalia (Milán)
- 2017 - Agradecimiento del Ministro de Cultura de la Federación de Rusia "Por una gran contribución al desarrollo de la cultura"
- Medalla de Honor de la Fundación Irina Arjípova
- Diploma de la Unión de Conciertos de Rusia
- Artista de Honor de Azerbaiyán (2010)[5]
- Artista del pueblo de la República de Azerbaiyán (2018)[6]